# Kovács János (neveléstudós)
Székely-kereszturi Kovács János, Kováts (Mezőbánd, 1856. december 10. – Budapest, 1942. április 19.) bölcseleti doktor, tanítóképző-intézeti tanár, pedagógiai szakíró.

## Élete
Kovács János és mezőbándi Kovács Mária fia, Kovács Ödön tanár és Kovács Albert teológiai tanár és író testvéröccse. Középiskoláit Marosvásárhelyt és Nagyenyeden végezte 1874-ben; 1874-76-ban a bécsi műegyetem hallgatója, 1876-80-ban a kolozsvári egyetemen a tanárképző tagja volt, ahol 1880-ban középiskolai tanárvizsgálatot tett fizikából és mennyiségtanból. 1880-1881-ben katonai szolgálatot tett és 1881 végén hadnaggyá nevezték ki. 1881. augusztus 20-án a budai pedagógiumhoz rendes tanárrá nevezték ki a fizika és kémiai tanszékére. 1883-ban doktori szigorlatot tett a kolozsvári egyetemen a fizika, felsőbb mennyiségtan és kémiából. Az országos közoktatási tanácsnak (1894-től) és az országos tanszermúzeumi bizottság tagja, a magyar pedagógiai társaság titkára, a tanítóképző-intézeti tanárok országos egyesületének ügyvivő elnöke, az országos polgáriskolai egyesület igazgatósági tagja, a II. országos és egyetemes tanügyi kongresszus egyik titkára volt.

## Írásai
Cikkei, melyek főképen a polgári iskola kérdéséről, a polgáriskolai tanárképzésről, a tanárképző-intézeti tanárok képzéséről szólanak, továbbá könyvismertetések, methodikaiak stb. megjelentek a Felsőnép- és Polgáriskolai Közlönyben (1884., 1886-1896.), a Magyar Tanügyben (1886.), a Néptanítók Lapjában (1886-87., 1895.), a Magyar Tanítóképzőben (1887.), a Polgáriskolai Közlönyben (1897.), a Magyar Paedagogiában (1897-99.), a Tanáregylet Közlönyében, a Nemzeti Iskolában, a Budapesti Szemlében (1898. A polgáriskola kérdéséről) és egy pár napilapban. Munkatársa az Iparosok Olvasótárának.

## Munkái
- Az elektrolytok polarisatiója. Bpest, 1883. (Doktori értekezés.)
- Kémia tanítóképzők és polgáriskolák számára. Uo. 1887-88. Két rész. (108. rajzzal. 2. kiadás. Uo. 1894.)
- Bevezetés a kémiába, reáliskolák IV. oszt. számára. Uo. 1889.
- Fizika a tanítóképzők és polgáriskolák számára. Ugyanott, 1890. (203. rajzzal. Új lenyomat 893. 2. kiadás 1897. Uo.)
- Fizikai bevezetés Laky Dániel Földrajzában. Ugyanott, 1890.
- Rövid fizika polg. és felsőbb leányiskolák IV. oszt. számára. Uo. 1891. (86 rajzzal.)
- A csillagászati földrajz elemei polg. fiú- és leányiskolák s felsőbb leányiskolák IV. osztálya számára. Uo. 1891. (Szövegbe nyomott 26 rajzzal és egy szines táblával.)
- A felsőnép- és polgáriskolai oktatás, ezen iskolák monografiája, a millenniumi kiállítás alkalmára a vallás és közoktatási miniszter megbizásából. Uo. 1896.

Mint a közoktatási tanács tagja részt vett a tanítóképzők új tantervének készítésében és annak physikai és chemiai részét készítette; 1898-ban az ezen új tantervhez módszeres utasításokat készítő albizottság előadója volt.
Szerkesztette a Felsőnép- és Polgáriskolai Közlönyt 1890-96-ban és a millenniumi tanügyi congressus Naplójának egyik szerkesztője volt 1897-98-ban Budapesten.